# Kanton Offemont
Het Kanton Offemont voormalig is een kanton van het departement Territoire de Belfort in Frankrijk. Het kanton maakte deel uit van het arrondissement Belfort.
Op 22 maart 2015 werd het kanton opgeheven en de gemeenten werden opgenomen in het kanton Valdoie.

## Gemeenten
Het kanton Offemont omvatte de volgende gemeenten:
- Éloie
- Offemont (hoofdplaats)
- Roppe
- Vétrigne